# La Théorie de l'information (roman)
Pour l’article homonyme, voir Théorie de l'information.
La Théorie de l'information est le premier roman d'Aurélien Bellanger paru en 2012 aux éditions Gallimard.

## Résumé
Pascal Ertanger, éditeur de jeux en BASIC, pornographe amateur, pirate récidiviste et investisseur inspiré, devient milliardaire à la suite de la lecture d'un article publié en 1948 par Claude Shannon, intitulé « La Théorie de l'information ».

## Inspirations
Aurélien Bellanger avoue s'être inspiré des biographies de Paul-Loup Sulitzer, Marcel Dassault, Martin Bouygues, Thierry Breton et Xavier Niel pour rédiger son roman.

## Réception critique
À la sortie de son premier roman La Théorie de l'information, Sylvain Bourmeau dans Libération et Élisabeth Philippe dans Les Inrockuptibles comparent l'écrivain à Michel Houellebecq,. Dans La Croix, Sabine Audrerie s'interroge : « S’il fallait chercher un lien, on pourrait retenir la volonté de s’inscrire dans l’héritage balzacien ».
Dans L’Express, Jérôme Dupuis n'est pas élogieux, trouvant le livre ennuyeux. Il y voit un Houellebecq « sans humour, sans sexe, sans aphorisme et sans mélancolie ».
Quant au style littéraire d'Aurélien Bellanger, Sylvain Bourmeau le qualifie de volontairement transparent, inspiré du style de l'encyclopédie Wikipédia. Le directeur du magazine Lire, Philippe Delaroche, qualifie cette écriture de « poison Wikipédia ».
Pour le site Slate, ce n'est pas « le roman attendu de la génération Internet mais plutôt le roman de la génération Minitel, une méditation triste sur la croissance perdue ».
Lors de son bilan littéraire de l'année le magazine culturel Les Inrocks inclut ce roman dans les 25 meilleurs livres de l'année 2012.